# Alan Cumming
Alan Cumming (Aberfeldy, Perthshire, 27 de enero de 1965) es un actor británico que desde 2008 también tiene la nacionalidad estadounidense. Se formó en Glasgow, en la compañía de teatro Royal Shakespeare Company y luego con el Teatro Royal Nacional.

## Familia y vida privada
Alan Cumming nació el 27 de enero de 1965 en Aberfeldy (Perthshire), hijo de Alex Cumming, un guardabosques, y de Mary Darling, una secretaria de una compañía de seguros. La familia después se trasladó a la localidad de Dunkeld y, en 1969, se mudaron a la finca privada Panmure House, cerca de Angus, donde su padre trabajaba. En el entorno poco habitado de las Tierras Altas de Escocia, desarrolló afición por inventar historias para lidiar con la soledad, gusto que fomentó aún más cuando vio una obra de teatro en la escuela primaria.
Durante los fines de semana o las vacaciones, su padre lo obligaba a él y a su hermano seis años mayor, Tom, a que lo ayudaran en el trabajo; cada vez que el joven Cumming era físicamente incapaz de cumplir con las exigencias, su padre lo golpeaba y humillaba. A partir de entonces, el actor acarreó dificultades emocionales que alcanzaron su pico en la década de 1990. Como supo más tarde, la razón de los constantes abusos de Alex para con su hijo menor era su creencia de que este no era suyo. En respuesta, en 2010 se sometió a una prueba de ADN con la que confirmó que realmente era su padre biológico.
| Mi madre siempre me decía que era precioso; mi padre, que no servía para nada. De esa manera, comprendí que ninguno podía estar en lo correcto. —Cumming, sobre lo distinto que lo percibían sus padres. |

Su madre era mucho más cariñosa y desciende de Thomas Darling, que murió en Malasia mientras servía en la Segunda Guerra Mundial y sobre quien el actor posteriormente averiguó las circunstancias de su fallecimiento, a través del programa de la BBC Who Do You Think You Are?: lejos de lo que imaginaban, perdió la vida jugando a la ruleta rusa. La madre de Cumming ha sido un apoyo fundamental en su vida y frecuentemente la lleva consigo a eventos cinematográficos.
Asistió a la Carnoustie High School, donde tuvo experiencias de actuación en representaciones teatrales, y a los dieciséis años abandonó los estudios. En su lugar, y mientras esperaba ingresar a alguna escuela de teatro, trabajó para la revista pop Tops ejerciendo como columnista y editor. A pesar de que su superior le aseguró que le esperaba un buen futuro con ellos, Cumming optó por tomar un puesto en la Royal Scottish Academy of Dramatic Art. Durante su juventud, probó varios tipos de drogas, como éxtasis o metanfetamina.
Con respecto a su vida privada, siempre asumiéndose bisexual, conoció a la también intérprete Hilary Lyon en la Real Academia de Arte Dramático, quien sabía que Cumming había tenido relaciones con hombres. Estuvieron casados durante ocho años, de 1985 a 1993. A ello siguió una relación de dos años con Saffron Burrows, desde que coincidieran en el rodaje de Círculo de amigos (1995), y llegaron a comprometerse. Así como Burrows se declararía bisexual tiempo después, Cumming optó por un estilo de vida hedonista y por relacionarse preferentemente con hombres. Posteriormente, estuvo seis años con el director teatral Nick Philippou y, en 2007, formó pareja civil con el ilustrador Grant Shaffer, con quien se casó legalmente en 2012. Más allá de eso, se estableció en Manhattan desde que arribara allí en 1998 para actuar en Cabaret y, en 2008, se hizo con la ciudadanía estadounidense.

## Carrera

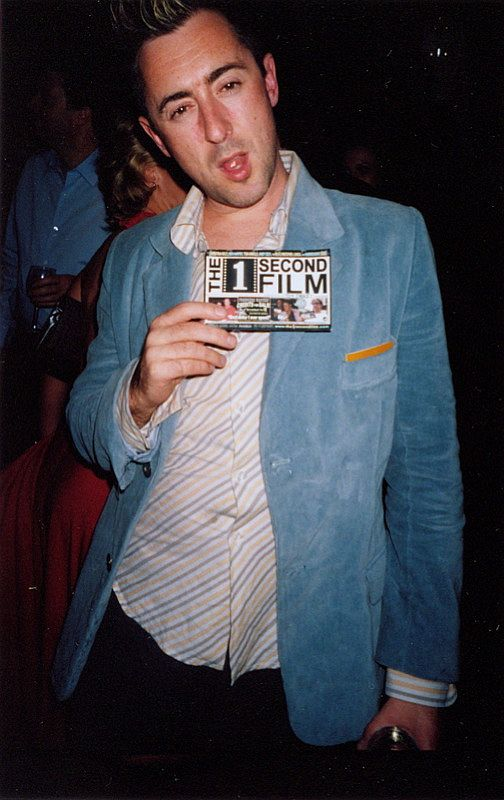
Cumming con un folleto del proyecto artístico The 1 Second Film, en mayo de 2006

Su primer papel fue en Passing Glory, de Gillies MacKinnon, en 1986. Su primer papel estelar fue en 1992, al lado de Sandrine Bonnaire y Bruno Ganz, en Prague, dirigida por Ian Sellar, que se estrenó en el Festival de Cannes y le dio el premio al Mejor Actor en el Atlantic Film Festival y una nominación al premio BAFTA Escocés como Mejor Actor. La audiencia de los Estados Unidos lo conoció en su representación del empalagoso Sean Walsh, el indeseable pretendiente del personaje de Minnie Driver, en Círculo de amigos, película irlandesa de 1995. También en 1995 interpretó a Boris Grishenko en la película de James Bond GoldenEye. Por la época en que audicionó para esa producción, sus problemas de salud mental, que arrastraba desde la infancia, se recrudecieron y lo llevaron a contemplar el suicidio. La espiral de ideas negativas cesó cuando obtuvo el papel, de manera que GoldenEye tuvo una importancia crucial en la continuidad de su vida.

### En los Estados Unidos
Su primera película en los Estados Unidos fue Romy y Michele, donde interpretó a Sandy Frink compartiendo reparto con Lisa Kudrow y Mira Sorvino. Luego, Cumming coescribió, codirigió, coprodujo y coprotagonizó, en el 2001, la película The Anniversary Party, con un reparto coral en el que compartió créditos con su amiga y excompañera en el musical Cabaret Jennifer Jason Leigh. Los dos protagonizaron la película como una pareja de Hollywood. La película se estrenó en Cannes y obtuvo dos nominaciones a los Independent Spirit Awards (Mejor Primera Película y Mejor Primer Guion) y el National Board of Review por Excelencia en Producción. Después estelarizó y dirigió Suffering Man's Charity, distribuida luego con el título Ghost Writer.
Tuvo papeles importantes en la trilogía Spy Kids, en X-Men 2 (como Nightcrawler), en Eyes Wide Shut, de Stanley Kubrick, y representó a Saturnino en Titus, película de 1999 de Julie Taymor.
A principios de su carrera también dirigió dos cortometrajes: Butter y Burn Your Phone. Este último dio inicio a su etapa de emisiones únicas en BBC Radio 4. Actualmente sigue dirigiendo cortometrajes y vídeos.

## Teatro
| Año  | Obra                 | Personaje            | Notas            |
| ---- | -------------------- | -------------------- | ---------------- |
| 1998 | Cabaret              | Maestro de ceremonia | Obra de Broadway |
| 2001 | Design for Living    | Otto                 | Obra de Broadway |
| 2006 | The Threepenny Opera | Macheath             | Obra de Broadway |
| 2013 | Macbeth              | Varios personajes    | Obra de Broadway |
| 2014 | Cabaret              | Maestro de ceremonia | Obra de Broadway |
| 2015 | Lazarus              | El asesino           | Cameo            |

## Filmografía

### Como actor
Cine
| 1992                                                             | Prague                                                  | Alexander Novak                                 |                                                               |
| 1993                                                             | The Airzone Solution                                    | MacNamara                                       |                                                               |
| 1994                                                             | Second Best                                             | Bernard                                         |                                                               |
| 1994                                                             | Black Beauty                                            | Black Beauty (voz)                              |                                                               |
| 1995                                                             | Círculo de amigos                                       | Sean Walsh                                      |                                                               |
| 1995                                                             | GoldenEye                                               | Boris Grishenko                                 |                                                               |
| 1996                                                             | Emma                                                    | Philip Elton                                    |                                                               |
| 1997                                                             | Romy and Michele's High School Reunion (Romy y Michele) | Sandy Frink                                     |                                                               |
| 1997                                                             | Buddy                                                   | Dick Croner                                     |                                                               |
| 1997                                                             | Spice World                                             | Piers Cuthbertson-Smyth                         |                                                               |
| 1999                                                             | Titus                                                   | Saturninus                                      |                                                               |
| 1999                                                             | Plunkett & Macleane                                     | Lord Rochester                                  |                                                               |
| 1999                                                             | Eyes Wide Shut                                          | Hotel Desk Clerk                                |                                                               |
| 2000                                                             | Urbania                                                 | Brett                                           |                                                               |
| 2000                                                             | The Flintstones in Viva Rock Vegas                      | The Great Gazoo / Mick Jagged                   |                                                               |
| 2000                                                             | Get Carter (El implacable)                              | Jeremy Kinnear                                  |                                                               |
| 2001                                                             | The Anniversary Party                                   | Joe Therrian                                    | director, guionista, productor junto con Jennifer Jason Leigh |
| 2001                                                             | Investigating Sex                                       | Sevy                                            |                                                               |
| 2001                                                             | Josie and the Pussycats                                 | Wyatt Frame                                     |                                                               |
| 2001                                                             | Spy Kids                                                | Fegan Floop                                     |                                                               |
| 2001                                                             | Company Man                                             | General Batista                                 |                                                               |
| 2002                                                             | Spy Kids 2: The Island of Lost Dreams                   | Fegan Floop                                     | Cameo                                                         |
| 2002                                                             | Nicholas Nickleby                                       | Mr. Folair                                      |                                                               |
| 2003                                                             | X-Men 2                                                 | Kurt Wagner / Nightcrawler                      |                                                               |
| 2003                                                             | Spy Kids 3-D: Game Over                                 | Fegan Floop                                     | Cameo                                                         |
| 2004                                                             | Garfield: la película                                   | Sir Roland / Persnikitty (voz)                  |                                                               |
| 2005                                                             | Hijo de la Máscara                                      | Loki                                            |                                                               |
| 2005                                                             | Eighteen                                                | Father Chris                                    |                                                               |
| 2005                                                             | Reefer Madness                                          | Lecturer / Goat-Man / Franklin Delano Roosevelt |                                                               |
| 2005                                                             | Mr. Ripley el regreso                                   | Jeff Constant                                   |                                                               |
| 2005                                                             | Neverwas                                                | Jake                                            |                                                               |
| 2005                                                             | Sweet Land                                              | Frandsen                                        | también productor                                             |
| 2005                                                             | Bam Bam and Celeste                                     | Eugene                                          |                                                               |
| 2006                                                             | Full Grown Men                                          | The Hitchhiker                                  | también productor                                             |
| 2007                                                             | Gray Matters (Besando a Charlie, Los líos de Gray)      | Gordy                                           |                                                               |
| 2007                                                             | Suffering Man's Charity                                 | John Vandermark                                 | también director y productor ejecutivo                        |
| 2009                                                             | Boogie Woogie                                           | Dewey                                           |                                                               |
| 2009                                                             | Dare                                                    | Grant Matson                                    |                                                               |
| 2009                                                             | Professor Layton and the Eternal Diva                   | Ian (voice)                                     |                                                               |
| 2009                                                             | PoliWood                                                | él mismo                                        | Película documental                                           |
| 2010                                                             | The Tempest                                             | Sebastian                                       |                                                               |
| 2010                                                             | Jackboots on Whitehall                                  | Adolf Hitler / Braveheart (voces)               |                                                               |
| 2010                                                             | Burlesque                                               | Alexis                                          |                                                               |
| 2011                                                             | Los Pitufos                                             | Pitufo valiente (voz)                           |                                                               |
| 2012                                                             | Sir Billi                                               | Gordon The Goat (voz)                           |                                                               |
| 2012                                                             | The Outback                                             | Bog (voz)                                       |                                                               |
| 2012                                                             | Any Day Now                                             | Rudy                                            |                                                               |
| 2013                                                             | Los Pitufos 2                                           | Pitufo valiente (voz)                           |                                                               |
| 2014                                                             | Chu and Blossom                                         | Tío Jackie                                      |                                                               |
| 2015                                                             | Magia extraña                                           | Bog King (voz)                                  |                                                               |
| 2016                                                             | Hurricane Bianca                                        | Lawrence Taylor                                 |                                                               |
| 2017                                                             | After Louie                                             | Sam Cooper                                      |                                                               |
| 2017                                                             | Battle of the Sexes                                     | Ted Tinling                                     |                                                               |
| 2018                                                             | Show Dogs                                               | Dante (voz)                                     |                                                               |
| 2018                                                             | They'll Love Me When I'm Dead                           | Narrador                                        |                                                               |
| 2022                                                             | My Old School                                           | Brian MacKinnon/"Brandon Lee"                   |                                                               |
| 2022                                                             | My Father's Dragon                                      | Cornelius the Crocodile (voz)                   |                                                               |
| 2022                                                             | Marlowe                                                 | Lou Hendricks                                   |                                                               |
| 2023                                                             | Genie                                                   | Flaxman                                         |                                                               |
| 2026                                                             | Avengers: Doomsday                                      | Kurt Wagner/Nightcrawler                        |                                                               |
| Créditos de Alan Cumming en Internet Movie Database (en inglés). |                                                         |                                                 |                                                               |

Televisión
| 1984                                                             | Travelling Man                                        | Jamie                             | Episodio: "Sudden Death"                    |
| 1986                                                             | Taggart                                               | Jamie McCormack                   | Episodio: Death Call                        |
| 1986                                                             | Take the High Road                                    | Jim Hunter                        | 4 episodios                                 |
| 1987                                                             | Shadow of the Stone                                   | Tom Henderson                     | 5 episodios                                 |
| 1991                                                             | Bernard and the Genie                                 | Bernard Bottle                    | Telefilme                                   |
| 1992                                                             | Screen Two                                            | Tulloch                           | Episodio: The Last Romantics                |
| 1993                                                             | Cabaret                                               | Emcee                             | Telefilme                                   |
| 1993                                                             | Micky Love                                            | Greg Deane                        | Telefilme                                   |
| 1995                                                             | The High Life                                         | Sebastian Flight                  | 7 episodios; también guionista              |
| 1996                                                             | 3rd Rock from the Sun                                 | Angus 'The Hole' McDuff           | Episodio: "Dick and Harry Fall into a Hole" |
| 1999                                                             | Annie                                                 | Daniel Francis 'Rooster' Hannigan | Telefilme                                   |
| 2000–2011                                                        | God, the Devil and Bob                                | Diablo (voz)                      | 13 episodios                                |
| 2000                                                             | Saturday Night Live                                   | Presentador                       | Episodio: "Alan Cumming/Jennifer Lopez"     |
| 2001                                                             | Sex and the City                                      | Oscar                             | Episodio: "The Real Me"                     |
| 2002                                                             | Courage the Cowardly Dog                              | Rumpledkiltskin (voz)             | Episodio: "Rumpledkiltskin"                 |
| 2003                                                             | Frasier                                               | Ahmrit                            | Episode: "Kenny on the Couch"               |
| 2004–2005                                                        | Shoebox Zoo                                           | Bruno The Bear (voz)              | 26 episodios                                |
| 2006                                                             | The L Word                                            | Billie Blaikie                    | 6 episodios                                 |
| 2006–2008                                                        | Robot Chicken                                         | Intérprete (voz)                  | 3 episodios                                 |
| 2007–2009                                                        | Rick & Steve the Happiest Gay Couple in All the World | Chuck / Rupert / Zeke (voz)       | 13 episodios                                |
| 2007                                                             | Tin Man                                               | Glitch                            | 3 episodios                                 |
| 2010–2016                                                        | The Good Wife                                         | Eli Gold                          | 121 episodios                               |
| 2011                                                             | The Runaway                                           | Desrae                            | 5 episodios                                 |
| 2011–2015                                                        | Web Therapy                                           | Austen Clarke                     | 11 episodios                                |
| 2013                                                             | Arthur                                                | Sebastian (voz)                   | Episodio: "Show Off/Dog's Best Friend"      |
| 2014                                                             | Dora the Explorer                                     | White Rabbit (voz)                | Episodio: "Dora in Wonderland"              |
| 2015                                                             | 69º Gala de los Premios Tony                          | Él mismo / Presentador            | Especial de televisión                      |
| 2018–2019                                                        | Instinct                                              | Dr. Dylan Reinhart                | 24 episodios                                |
| 2018                                                             | Doctor Who                                            | Rey James I                       | Episodio: "The Witchfinders"                |
| 2019                                                             | Broad City                                            | Él mismo                          | Episodio: "Lost and Found"                  |
| 2019                                                             | Helpsters                                             | Dancer Dave                       | Episodio: "Dancer Dave/Astronaut Amrita"    |
| 2020                                                             | Briarpatch                                            | Clyde Brattle                     | 5 episodios                                 |
| 2021                                                             | Schmigadoon!                                          | Mayor Menlove                     | 12 episodios                                |
| 2021                                                             | Prodigal Son                                          | Simon Hoxley                      | 2 episodios                                 |
| 2021                                                             | The Simpsons                                          | Loki (voz)                        | Episodio: "Bart's in Jail!"                 |
| 2022                                                             | The Good Fight                                        | Eli Gold                          | 2 episodios                                 |
| 2025                                                             | Doctor Who                                            | Mr Ring-a-Ding                    | Episodio: "Lux"                             |
| Créditos de Alan Cumming en Internet Movie Database (en inglés). |                                                       |                                   |                                             |

### Como creador y director
| 1994                                                             | Butter                             | Sí | No | Sí | Serie de televisión                   |
| 1995                                                             | The High Life                      | No | No | Sí | Serie de televisión                   |
| 1996                                                             | Burn Your Phone                    | Sí | No | No | Cortometraje                          |
| 2001                                                             | The Anniversary Party              | Sí | Sí | Sí | Debut cinematográfico (como director) |
| 2007                                                             | Suffering Man's Charity            | Sí | No | No |                                       |
| 2007                                                             | ShowBusiness: The Road to Broadway | No | No | Sí |                                       |
| 2009                                                             | Hatter                             | No | No | Sí |                                       |
| Créditos de Alan Cumming en Internet Movie Database (en inglés). |                                    |    |    |    |                                       |

## Premios y nominaciones
Premios Primetime Emmy
| Año  | Categoría                                | Trabajo                      | Resultado | Ref.   |
| ---- | ---------------------------------------- | ---------------------------- | --------- | ------ |
| 2010 | Mejor actor invitado - Serie dramática   | The Good Wife                | Nominado  | [ 17 ] |
| 2011 | Mejor actor de reparto - Serie dramática | The Good Wife                | Nominado  | [ 18 ] |
| 2015 | Mejor actor de reparto - Serie dramática | The Good Wife                | Nominado  | [ 19 ] |
| 2016 | Mejor programa de variedad en directo    | 69º Gala de los Premios Tony | Nominado  | [ 20 ] |

Premios Globos de Oro
| Año  | Categoría                                              | Trabajo       | Resultado | Ref.   |
| ---- | ------------------------------------------------------ | ------------- | --------- | ------ |
| 2015 | Mejor actor de reparto de serie, miniserie o telefilme | The Good Wife | Nominado  | [ 21 ] |
| 2016 | Mejor actor de reparto de serie, miniserie o telefilme | The Good Wife | Nominado  | [ 22 ] |

Premios Tony
| Año  | Categoría                      | Trabajo        | Resultado | Ref.   |
| ---- | ------------------------------ | -------------- | --------- | ------ |
| 1998 | Mejor actor en un musical      | Cabaret        | Ganador   | [ 23 ] |
| 2022 | Mejor musical (como productor) | A Strange Loop | Ganador   | [ 24 ] |